# Мистер Магу
«Мистер Магу» — американская комедия 1997 года производства Walt Disney Pictures. Картина вышла на экраны 25 декабря 1997 года. В главных ролях снялись Лесли Нильсен, Келли Линч, Эрни Хадсон. Режиссёром фильма был гонконгский режиссёр Стенли Тонг. Съёмки картины проходили в Бразилии и Канаде.

## Сюжет
Мистер Магу (Лесли Нильсен) — эксцентричный миллионер с очень плохим зрением, который отказывается использовать очки и вследствие этого всегда попадает в неприятности. Во время кражи в музее он случайно получает сапфир «Звезда Куристана», и за ним начинают гнаться преступники, укравшие камень, — Остин Клокет (Малкольм Макдауэлл) и Ортега «Пиранья» Перу (Мигель Феррер), а также два федеральных агента — Ступак (Стивен Тоболовски) и Андерс (Эрни Хадсон). Помогают мистеру Магу только его племянник и любимый английский бульдог.

## В ролях
- Лесли Нильсен — Куинси Магу
- Келли Линч — Луан ле Сьёр/Прунелла Паглиаци
- Мэтт Кислар — Уолдо Магу
- Ник Чанлунг — Боб Морган
- Стивен Тоболовски — агент Чак Ступак
- Эрни Хадсон — агент Густав Андерс
- Дженнифер Гарнер — Стейси Сампанаодрита
- Малкольм Макдауэлл — Остин Клокет
- Мигель Феррер — Ортега «Пиранья» Перу
- Грег Бёрсон — Куинси Магу (анимация)
- Фрэнк Уэлкер — вокальные эффекты

## Отзывы
Фильм получил негативные отзывы и 4 % от Rotten Tomatoes. При этом фильм собрал в прокате 21 миллион долларов при бюджете в 30 миллионов.